# بوزيد دايز (مسلسل)
بوزيد دايز هو مسلسل تلفزيوني جزائري كوميدي عرض في رمضان سنة 2016 على قناة الجزائرية تي في. إنتاج برود آرت فيلم، إخراج جعفر قاسم، بطولة صالح أوقروت. يحكي الحياة اليومية للعائلة الجزائرية من خلال عائلة الدكتور هاني بوزيد، وتعاملها مع المشاكل التي تواجه المجتمع الجزائري المعاصر.

## الطاقم

### الممثلون
بطولة:
- صالح أوقروت في دور «الدكتور بوزيد»
- هدى حبيب في دور «زهرة»
- عنتر هلال في دور «ميلود»
- فاطمة حليلو في دور «ماني كوكي»
- حكيم زلوم في دور «موحوش»
- نوميديا لزول في دور «فيفي»
- فؤاد عبد الوهاب في دور «آدم»
- محمد علي غماري في دور «رامي»

ضيوف الحلقات:
- Maria Soledad Gallego
- مروان قروابي
- أنس بوزغوب